# Wolfgang Taubert
Wolfgang Taubert (* 22. November 1905 in Erfurt; † 1990 ebenda) war ein deutscher Maler.

## Leben und Werk
Der Vater Tauberts war Malermeister und betrieb in Erfurt ein Malergeschäft. Dort erlernte Taubert den Beruf des Dekorationsmalers. Er erwarb den Meistertitel und arbeitete in seinem Beruf. Ab 1925 finanzierten ihm seine Eltern in den Wintermonaten ein Studium bei Arnold Waldschmidt und Robert Breyer an der Kunstgewerbeschule Stuttgart und danach bei Julius Hess und Max Doerner an der Akademie der Bildenden Künste München.
Ab 1939 nahm Taubert als Soldat am Zweiten Weltkrieg teil.
Nach der Rückkehr aus der Kriegsgefangenschaft arbeitete er ab 1946 in Erfurt als freischaffender Künstler. Er richtete sich im elterlichen Haus ein Atelier ein und wurde Mitglied des Verbands Bildender Künstler der DDR. Als zur Vorbereitung der Dritten Deutsche Kunstausstellung in Dresden "Künstlerbrigaden" gebildet wurden, die für die Ausstellung „realistische Kunstwerke“ schaffen sollten, beteiligte er sich in der Wartburgbrigade mit Erwin Görlach, Carl Kuhn, Karl Ortelt und Rudolf G. Werner. Von ihnen eingereichte Arbeiten wurden auch ausgestellt.
Taubert schuf vor allem Tafelbilder und etwa 1000 Aquarelle, wobei er thematisch und stilistisch an die pleinairistisch-realistische Weimarer Malerschule anknüpfte. Als Auftragsarbeiten fertigte er u. a. figürliche Wandgemälde, so in der Sparkasse am Anger Erfurt und im Ferienheim des FDGB in Tabarz. Er arbeitete auch als Restaurator und Kopist. So fertigte er für das Museum für Deutsche Geschichte u. a. Kopien von fünf Kalendarientafeln aus dem alten Erfurter Rathaus.
Im letzten Jahrzehnt seines Lebens beschäftigte Taubert sich intensiv mit Mineralien und Fossilien in Thüringen und baute dazu eine wertvolle Sammlung auf, die nach seinem Ableben an das Naturkundemuseum Erfurt ging.
Bilder Tauberts sind auf dem Kunstmarkt präsent.

## Werke (Auswahl)
- Selbstbildnis mit Frau und Kaktus (Öl auf Hartfaser, 72 × 98 cm)[3]
- Reusenfischer an der Ostsee (Öl, 130 × 180 cm; auf der Dritten Deutschen Kunstausstellung)[4]
- Rodelnde Kinder (um 1962, Öl)[5]
- Rappbodetalsperre (1954, Öl)[6]

## Ausstellungen

### Personalausstellungen
- 1958 und 1967: Erfurt, Angermuseum (Aquarelle, Gemälde, Zeichnungen)

### Ausstellungsbeteiligungen
- 1948: Erfurt, Angermuseum („Thüringer Künstler stellen aus“)
- 1948: Erfurt, Angermuseum („Erfurter Künstler“)
- 1949: Erfurt, Angermuseum („Jahresschau der Erfurter Künstler“)
- 1951: Erfurt, Angermuseum („Ernte eines Sommers“)
- 1951/1952: Berlin, Museumsbau am Kupfergraben („Künstler schaffen für den Frieden“)

- 1952 Erfurt, Angermuseum („Thüringer Künstler der Gegenwart“)
- 1953: Erfurt, Angermuseum („Der Verband Bildender Künstler des Bezirks Erfurt stellt aus“)

- 1953, 1958/59 und 1962/63: Dresden, Dritte bis Fünfte Deutsche Kunstausstellung
- 1961: Erfurt, Angermuseum („Ausstellung des Verbandes Bildender Künstler“)
- 1967: Berlin, Ausstellung zum VII. Parteitag der SED
- 1974: Erfurt, Angermuseum („Kunst für uns“)
- 1976: Karl-Marx-Stadt, Städtische Museen („Jugend und Jugendobjekte im Sozialismus“)
- 1977: Weimar, Kunsthalle am Theaterplatz („Das Aquarell in fünf Jahrhunderten. Schätze der Kunstsammlungen zu Weimar.“)